# Chuligán
Chuligán je slovo, pocházející z anglického jména Hooligan a označující člověka neukázněného, rváče a výtržníka, společenská pravidla a normy nedodržujícího jedince.
Koncem 19. století v jihovýchodním Londýně žila irská rodina Hooliganů. Její mladí příslušníci se vyznačovali dost agresívním chováním, které údajně mělo vyjadřovat nespokojenost s anglickou nadvládou nad Irskem. Od drsné legrace a výtržností přešli tito lidé až na rvačky a loupeže a brzy se jméno Hooligan stalo obecným označením pro ty, kteří se chovali podobně. Často se takto sami nazývají i někteří fotbaloví „fanoušci“ – hooligans.
V carském Rusku se slovem „huligan – chuligan“ nejprve označovali osamocení političtí nespokojenci a po roce 1917 také osoby, vyhýbající se práci. Kolem roku 1956 se tento název používal v souvislosti se skupinami mladých násilníků a výtržníků v Polsku a později i v ČSSR.